# Lambula nigra
Lambula nigra là một loài bướm đêm thuộc phân họ Arctiinae, họ Erebidae.